# (410475) Robertschulz
(410475) Robertschulz es un asteroide perteneciente al cinturón de asteroides, descubierto el 24 de febrero de 2008 por el astrónomo asutríaco R. Gierlinger desde el Observatorio Gaisberg en Schaerding (Schärding, Austria).

## Designación y nombre
Designado provisionalmente como 2008 DN. Fue nombrado en homenaje al astrónomo amateur austríaco Robert Schulz.